# Icon of Coil
Gli Icon of Coil sono un gruppo EBM/Futurepop norvegese fondato nel 1997 da Andy La Plegua, cantante e fondatore anche dei Combichrist.

## Discografia
Album in studio
- 2000 - Serenity Is The Devil
- 2002 - The Soul Is In The Software
- 2004 - Machines Are Us

EP
- 2000 - Shallow Nation
- 2001 - Seren EP
- 2002 - Access and Amplify
- 2003 - Android

Raccolte
- 2004 - Uploaded & Remixed / Shelter
- 2006 - I-II-III

## Formazione attuale
- Andy La Plegua
- Sebastian Komor
- Christian Lund